# Nagy Károly (pedagógus)
Nagy Károly (Kolozsvár, 1930. május 3. – 2022. március 3.) erdélyi magyar pedagógus, pszichológus,  pedagógiai szakíró. Nagy István író fia.

## Életútja
Szülővárosában a református kollégiumba járt, majd a Brassai Sámuel Líceumban érettségizett (1949), utána a moszkvai Pedagógiai Intézetben szerzett pedagógia-lélektan szakos diplomát (1955). Pályáját a Bolyai Tudományegyetem pedagógiai tanszékén tanársegédként kezdte, Bukarestben a Közoktatási Minisztériumban vezér-tanfelügyelő (1957–59), majd újra Kolozsvárt a Babeș–Bolyai Tudományegyetem pedagógiai tanszékén adjunktus nyugalomba vonulásáig (1995). Az RMDSZ keretében a szociáldemokrata tömörülés titkáraként működött, 1999-ben többekkel kilépett e tömörülésből.
Kutatási területe az erkölcsi és közösségi nevelés. A Korunkban megjelent tanulmányai közül kiemelkedik A gyermekközösség kialakulása az iskolában (1961/2); a Studia Universitatis Babeş-Bolyai közölte A perspektivikus vonalak rendszere mint a közösségi tevékenységre mozgósítás belső tényezője (1961) című munkáját. A cenzúra beavatkozásai elleni tiltakozásul 1964-től megszakította hazai publicisztikai tevékenységét. A Szovjetszkaja Pedagogika hasábjain orosz nyelven jelent meg N. E. Surkova társszerzővel közös értekezése az erkölcsi viszonyok kialakulásáról (1974/6) és a pedagógiai műveletekről (1985/9).
Az általános pedagógia kérdései c. magyar nyelvű egyetemi jegyzet (Kolozsvár, 1956, 1957) munkatársa; román nyelvű egyetemi jegyzetekben az erkölcsi nevelés irányításáról és módszereinek rendszeréről szóló fejezetek szerzője (Kolozsvár, 1975). Édesapjáról, Nagy István íróról írott visszaemlékezései Tények és tettek címen 2002-ben a Romániai Magyar Szóban jelentek meg folytatásokban. Édesapja emlékét a későbbiekben is ébren tartotta.

## Visszaemlékezései
- Tanúság. Tények és tettek; Kriterion, Kolozsvár, 2011